# 야마시로정 (도쿠시마현)
야마시로정(山城町)은 도쿠시마현 북부 최서단 요시노 강의 나카유역 서안에 위치하고 있던 정이다. 
2006년 3월 1일, 미요시내의 5정촌과 신설 합병해 시로 승격해 미요시시가 되었다. 

## 지리
고치현 아가와군 이노정(구: 도사군 혼카와촌)를 수원으로 하는 요시노강이 정 동쪽 끝을 남북으로 관통한다. 에히메현 니이하마시를 수원으로 하는 히가시야마카와가 마을 북부를 동서로 관통해 요시노 강에 합류한다. 미호시 산이 정 남서부와 에히메 현 시코쿠 주오시와 고치현 나가오카군 오타요정에 걸쳐 있다. 산간 벽지로 평탄한 개소가 극히 적다.예년에 짙은 안개와 적설이 있다. 강우량이 비교적 많아 임업에 적합하다.전체 면적에서 차지하는 삼림 면적의 비율은 85%에 이른다. 동서 17km, 남북 19km. 덧붙여 이케다정 사노다이무네유안과 야마시로정 사련에 경계 미정 구역이 있기 때문에 정역 면적을 정확하게 구할수는 없다.

## 역사
- 1889년 10월 1일 - 정촌제 시행에 의해 야마시로타니촌이 성립하였다.
- 1956년 9월 30일 - 야마시로타니촌이 산묘촌을 편입, 정으로 승격해 야마시로정이 되었다.
- 2006년 3월 1일 - 이케다정, 미노정, 이카와정, 히가시이야야마촌, 니시이야야마촌과 합병해 미요시시가 성립하였다. 동일 야마시로정은 폐지되었다.

## 경제
- 주요산업 건설업, 서비스업, 제조, 도소매업, 농업, 임업
- 산업 인구 2,367명 (2000년 인구 조사)
- 야마시로정의 임업은 금액 기준으로 도쿠시마현 전체 임업 수입의 10%를 차지한다.
- 차, 고비 등의 산나물이 자생한다. 60㏊로 규모는 크지 않으나 도쿠시마 현내 최대의 차산지로 차밭이 산간 경사지에 산재한다.산나물과 밤의 산지이기도 하다.

## 교통

### 철도
- 시코쿠 여객철도
  - 도산 선

### 도로
- 도쿠시마 자동차도
- 국도 32호선
- 국도 319호선